# Reinhard Schmutzler
Georg Reinhard Schmutzler (* 28. Juli 1934 in Schwabach bei Nürnberg; † 26. Juli 2014) war ein deutscher Chemiker.

## Leben
Schmutzler begann im Jahr 1952 sein Studium der Chemie an der Universität Würzburg, das er mit dem Diplom abschloss und wurde 1960 an der Universität Stuttgart bei Fritz Seel promoviert (Fluorphosphinkomplexe des Nickels). Danach war er Forschungschemiker bei DuPont in den USA, unterbrochen von einem Jahr bei Harry Emeléus an der Universität Cambridge. Im Jahr 1967 wurde er Senior Lecturer an der Loughborough University und 1969 Professor auf dem neu geschaffenen Lehrstuhl B für Anorganische Chemie an der  Technischen Universität Braunschweig. Die Lehrstühle A und B gingen 1985 im Institut für Anorganische und Analytische Chemie auf. 2002 wurde Schmutzler emeritiert. Er wohnte in Wolfenbüttel.
Er befasste sich besonders mit organischer Phosphorchemie. In den 1960er Jahren erlangte er mit seinen Arbeiten über organische Fluor-Phosphorverbindungen (Fluor-Phosphorane) internationale Anerkennung. Er entwickelte Synthesemethoden und untersuchte die Verbindungen mit NMR-Spektroskopie und deren Reaktionen mit Alkoholen und Aminen. Organische Phosphor- und Fluorverbindungen blieben auch danach sein Hauptforschungsgebiet.
Von ihm stammen rund 500 Veröffentlichungen und er betreute rund 100 Doktoranden. Er knüpfte zahlreiche wissenschaftliche Kontakte in Braunschweig, anfangs in den angelsächsischen Raum und nach Japan, später auch nach Osteuropa. Er arbeitete auch eng mit der Industrie zusammen (zum Beispiel bei der Untersuchung von Phosphor-Stickstoffverbindungen auf zytostatische Wirkung).